# ویگن چیتچیان
ویگن ایوانی چیتچیان (Վիգեն Իվանի Չիտեչյան؛ (زادهٔ ۲۶ ژوئیهٔ ۱۹۴۱ – درگذشتهٔ ۶ اکتبر ۲۰۲۱) یک دیپلمات اهل ارمنستان بود. وی از سال ۲۰۰۹ تا ۲۰۱۸ سفیر جمهوری ارمنستان در کشور فرانسه بود. وی بیشتر سفیر در کشورهای منطقه بنلوکس بود.

## زندگی‌نامه
وی در ۲۶ ژوئیهٔ ۱۹۴۱ در ایروان به دنیا آمد . وی همچنین برنده جوایزی همچون مدال مخیتار گش شد. وی در ۶ اکتبر ۲۰۲۱ در سن ۸۰ سالگی درگذشت.